# خط هیدروژن

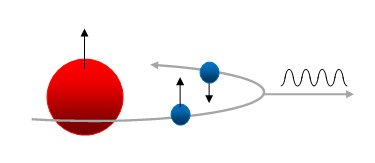
منشاء فیزیکی خط انتشار ۲۱ سانتی‌متری: انتقال از چرخش موازی به چرخش مخالف. پروتون و الکترون در این‌جا به عنوان کره‌های کوچک برای سادگی درک آن، به تصویرکشیده شده‌اند.

خط هیدروژن یا خط ۲۱ سانتی‌متری به تابش الکترومغناطیسی خطوط طیفی حاصل از تغییر حالت در اتم خنثی هیدروژن گفته می‌شود که فرکانس آن دقیقاً ۱۴۲۰٫۴۰۵۷۵۱۷۷ مگاهرتز است. این فرکانس معادل طول موج ۲۱٫۱۰۶۱۱۴۰۵۴۱۳ سانتی‌متر در خلاء خواهد بود. از خواص مهم این طول موج توانایی عبور آن از غبارهای بین ستاره‌ای است که باعث می‌شود در ستاره‌شناسی رادیویی مورد توجه قرار گیرد.
این خط طیفی ریشه در تعامل الکترومغناطیسی الکترون و پروتون دارد که در صورت موازی بودن اسپین‌شان دارای انرژی بیشتر و در صورت ناموازی بودن، انرژی کمتری خواهند داشت.